# Grant Needham
Grant Needham est un joueur de soccer international canadien né le 14 juillet 1970 à Liverpool au Royaume-Uni. Il joue au poste d'attaquant, notamment avec le Supra de Montréal et l'Impact de Montréal.

## Biographie
Grant Needham évolue pendant plusieurs saisons avec l'Impact de Montréal.
Il joue deux matchs en équipe du Canada : le premier en 1991, et le second en 1993.
Après sa carrière de joueur, Needham devient analyste soccer dans les médias montréalais.